# Tour della nazionale maschile di rugby a 15 della Francia 1975
Nel 1975 la nazionale francese di rugby a 15 si reca in tour in Sudafrica. È la quinta vista in quel paese, dopo il 1958, il 1964, il 1967 e il 1971.
I due test sono appannaggio dei Sudafricani padroni di casa.

## Risultati
Sistema di punteggio: meta = 4 punti, Trasformazione=2 punti. Punizione e calcio da mark=  3 punti. Drop = 3 punti. 
| Durban 31 maggio 1975 | Natal | 18 – 34 | Francia XV |  |

| Mdantsane 2 giugno 1975 | South African (African XV) | 9 – 39 | Francia XV |  |

| Goodwood (Città del Capo) 4 giugno 1975 | South African Coloured XV | 3 – 37 | Francia XV |  |

| Città del Capo 7 giugno 1975 | South African Invitation XV | 18 – 3 | Francia XV | Newlands Stadium |

| Oudtshoorn 9 giugno 1975 | South-Western Districts | 6 – 44 | Francia XV |  |

| Port Elizabeth 11 giugno 1975 | Eastern Province | 9 – 18 | Francia XV |  |

| Johannesburg 14 giugno 1975 | Transvaal | 28 – 22 | Francia XV | Ellis Park |

| Windhoek 17 giugno 1975 | South West Africa | 13 – 13 | Francia XV |  |

| Arbitro: | N.Sanson |

| |            | |
| mete: Cockrell Grobler, Oosthuizen Pope, Whipp trasf.: Bosch 2, D. Snyman c.p.: Bosch 3, D. Snyman | Marcatori  | mete: Averous, Harize Paparemborde Peron trasf.: Pesteil 3 c.p.: Pesteil |
| 15 Dawie Snyman 14 Chris Pope, 11 Tossie Fourie 13 Kol Oosthuizen, 12 Peter Whipp 10 Gerald Bosch, 9 Paul Bayvel 8 Morne du Plessis (c), 7 Kleintjie Grobler, 6 Klippies Kritzinger 5 Kevin de Klerk, 4 Moaner van Heerden 3 Derek van den Berg, 2 Robert Cockrell, 1 Niek Bezuidenhout sostituti: 16 Gerrie Germishuys, 17 Jackie Snyman, 18 Barry Wolmarans 19 Rampie Stander, 20 Andre Bestbier, 21 Boland Coetzee, | Formazioni | 15 Michel Droitecourt 14 Dominique Harize, 11 Jean-Luc Averous 13 Roland Bertranne, 12 Francois Sangalli 10 Jean-Pierre Romeu, 9 Richard Astre (c) 8 Alain Guilbert, 7 Patrice Peron, 6 Jean-Claude Skrela 5 Michel Palmie, 4 Francis Haget 3 Gerard Cholley, 2 Michel Yachvili, 1 Robert Paparemborde |

| Aliwal North 24 giugno 1975 | North-East Cape | 15 – 34 | Francia XV |  |

| Arbitro: | N.Sanson |

| |            | |
| mete: du Plessis, Fourie trasf.: Bosch 2 c.p.: Bosch 6, Fourie | Marcatori  | mete: Paparemborde trasf.: Romeu c.p.: Romeu 3 Drop: Romeu |
| 15 Dawie Snyman 14 Chris Pope, 11 Tossie Fourie 13 Kol Oosthuizen, 12 Peter Whipp 10 Gerald Bosch, 9 Paul Bayvel 8 Morne du Plessis (c), 7 Kleintjie Grobler, 6 Klippies Kritzinger 5 Kevin de Klerk, 4 Moaner van Heerden 3 Derek van den Berg, 2 Robert Cockrell, 1 Niek Bezuidenhout sostituti: 16 Gerrie Germishuys, 17 Jackie Snyman' 18 Barry Wolmarans 19 Rampie Stander 20 Andre Bestbier, 21 Boland Coetzee | Formazioni | 15 Michel Droitecourt 14 Dominique Harize, 11 Jean-Luc Averous 13 Roland Bertranne, 12 Francois Sangalli 10 Jean-Pierre Romeu, 9 Richard Astre (c) 8 Alain Guilbert, 7 Patrice Peron, 6 Jean-Claude Skrela 5 Michel Palmie, 4 Francis Haget 3 Gerard Cholley, 2 Michel Yachvili, 1 Robert Paparemborde sostituti: 16 Yves Brunet, 17 Gerard Rousset 18 Bernard Forestier, 19 Jacques Fouroux 20 Jean-Pierre Pesteil, 21 Christian Badin, |